# Christoph Ernst von Roeder
Christoph Ernst von Roeder (* 1694; † 27. Juli 1754 in Pillau) war ein preußischer Oberst und Chef des Garnisons-Regiments Nr. 2. Zudem war er Amtshauptmann von Barthen sowie Erbherr von Metgethen und Tranckwitz.
Er begann seine Dienste im Infanterie-Regiment „Alt-Dohna“. Dort fiel er dem König Friedrich Wilhelm I. wegen seiner Größe auf und so wurde er in das Leibregiment des Königs versetzt. Am 6. August 1735 wurde er als Hauptmann auch zum Amtshauptmann von Barthen ernannt, kurz danach wurde er Major. Nach dem Tod des Königs nahm er als Oberst seinen Abschied. Im Jahr 1743 holte ihn der neue König Friedrich II. in seine Dienste. Der Oberst erhielt das Garnisons-Regiment Nr. 2. dazu die Stelle des Kommandeurs der Festung Pillau. Er starb am 27. Juli 1754 in Pillau.

## Familie
Von Roeder war mit Anne Charlotte von Winterfeld († 1762) verheiratet. Das Paar hatte zehn Kinder, darunter die späteren Generäle Friedrich Adrian Dietrich von Roeder und Heinrich von Roeder.